# Казали-Сан Потито (Салерно)
Казали-Сан Потито (итал. Casali-San Potito) је насеље у Италији у округу Салерно, региону Кампанија.
Према процени из 2011. у насељу је живело 2761 становника. Насеље се налази на надморској висини од 76 м.